# Гватемалска ела
Гватемалската ела (Abies guatemalensis) е вид ела от семейство Борови (Pinaceae). Видът е застрашен от изчезване.

## Разпространение
Разпространен е в Салвадор, Гватемала, Хондурас и Мексико.